# إيريبا أدد الأول
إيريبا أداد الأول هو ملك آشور من القرن 14 ق م، حسب قائمة ملوك آشور ذكرت أنه حكم لمدة 26 سنة، بدأ حكمه من سنة 1392 إلى سنة 1366 ق م. ويعتقد أنه ابن آشور ريم نشيشو، هو الملك ال72 لآشور وقد حكم لمدة 27 سنة، في حكمه بدأ العصر الآشوري الوسيط. في عصره عادت الخلافات بين الآشوريين والميتانيين فقرر الملك التحالف مع الحوريين والمصريين من أجل القضاء على الميتانيين فتمكن من ذلك، خلفه في الحكم ابن أخيه آشور أوباليط الأول.